# Magnolia elegans
Espèce
Statut de conservation UICN

 DD  : Données insuffisantes
Synonymes
Magnolia elegans est une espèce de plantes à fleurs de la famille des Magnoliaceae. C'est un arbre originaire d'Asie (Java, Malaisie, Sumatra, Singapour, Thaïlande).

## Description
C'est un arbre pouvant atteindre 60 mètres de hauteur.

## Répartition et habitat
L'arbre est trouvé en Asie (Java, Malaisie, Sumatra, Thaïlande et à Singapour).